# معجب بن سعيد العدواني
معجب بن سعيد العدواني، أكاديمي وناقد أدبي سعودي ولد عام 1962م (1382هـ)، وهو أستاذ النقد والنظرية في كلية الآداب، قسم اللغة العربية، بجامعة الملك سعود بالرياض. صدرت له العديد من المؤلفات في النقد الأدبي من أبرزها كتاب «إعادة كتابة المدينة العربية في الرواية الغربية» الفائز بجائزة وزارة الثقافة والإعلام للكتاب عام 2018م.

## التعلّم والعمل

### التعليم
- تلقى تعليمه الأولي في الباحة.
- تلقى تعليمه المتوسط والثانوي في الطائف.
- تخرج في كلية اللغة العربية بجامعة أم القرى.
- حصل على درجة الماجستير من جامعة البحرين عام 1996م.
- حصل على درجة الدكتوراه في النقد الأدبي من جامعة مانشستر في بريطانيا عام 2006م.

### العمل
- عمل أستاذًا للغة العربية في التعليم العام، ثم مشرفًا، فمديرًأ للإعلام التربوي في تعليم جدة.[2]
- عضو هيئة التدريس بقسم اللغة العربية وآدابها بكلية الآداب في جامعة الملك سعود، وحصل على رتبة الأستاذية.[3]
- عين رئيساً لقسم اللغة العربية وآدابها بكلية الآداب في جامعة الملك سعود في ديسمبر 2017م.[4]

## ثقافته
تميزت نشاطات العدواني بالتنوع ما بين ثقافية ونقدية، ومنها:
- نشر عددًا كبيرًا من الدراسات المحكمة وغير المحكمة في دوريات سعودية وعربية.
- نشر كتابات منتظمة في الملحقات الثقافية في الصحف السعودية.
- قدم عددًا من المحاضرات والأوراق البحثية في العديد من المؤتمرات والفعاليات المحلية والعربية والدولية.
- ترأس المنتدى النقدي في نادي جدة الأدبي بين عامي 1999- 2001م.
- عضو مؤسس للحلقة الفلسفية في الرياض.
- رئيس تحرير صحيفة قوافل (الصادرة عن نادي الرياض الأدبي).
- رئيس وحدة السرديات بجامعة الملك سعود 2010م.
- له دور فعال في التتبع النقدي للرواية السعودية.[5]

## مؤلفاته
- تشكيل المكان وظلال العتبات ، نادي جدة الأدبي، 2002م.
- الكتابة والمحو: التناصية في أعمال رجاء عالم الروائية، دار الانتشار العربي ، بيروت، 2009م.
- مرايا التأويل: قراءات في التراث السردي، المركز الثقافي العربي، 2010م.
- أنموذج القتال في نقل العوال. تأليف: شهاب الدين أحمد بن يحيى بن أبي حجلة التلمساني [تحقيق]. المؤسسة العربية للدراسات والنشر. 2012م.[6]
- نزهة أرباب العقول في الشطرنج المنقول، يحيى بن  عبد الله الحكيم، [تحقيق وتقديم]، المؤسسة العربية للدراسات والنشر، بيروت، ط1، 2012م.
- الموروث وصناعة الرواية: مؤثرات وتمثيلات. منشورات ضفاف. 2013م.[7]
- التشكل والمعنى في الخطاب السرديّ، (تحرير)، دار الانتشار العربي ووحدة أبحاث السرديّات، بيروت، 2013م.
- الموروث وصناعة الرواية: مؤثرات وتمثيلات، منشورات ضفاف، بيروت، 2013م.
- رماد الكتب: الأنساق الخفية في ثقافتنا. مؤسسة الانتشار العربي. 2015م.
- مفهوم العامة في الحضارة العربية الإسلامية: تحليل ثقافي مقارن، جامعة الإمام محمد بن سعود ، الرياض، 2015م..
- إعادة كتابة المدينة العربية في الرواية الغربية. دار جامعة الملك سعود للنشر. 2018م.
- القراءة التناصية الثقافية. المركز الثقافي للكتاب. 2019م.[8]
- السرد في كتاب التيجان: الآليات والوظائف. دار جامعة الملك سعود للنشر. 2020م.[9]
- الحداثة في الأدب السعودي: أسئلة ومفارقات. ، المؤسسة العربية للدراسات والنشر، عمان، 2023.[10]
- احتباس الضوء: بلاغة الإعاقة البصرية، دار أدب للنشر، الرياض، 2024م.

وللعدواني مؤلفات في النقد بمشاركة مع آخرين منها:
- ابن السروي وذاكرة القرى، 1999م.
- مؤتمر الأدباء السعوديين الثاني: السجل العلمي، جامعة أم القرى، مكة المكرمة، (مجموعة من الباحثين)، 1999م.
- الغذّامي الناقد، 2001م.
- الرواية السعودية: مقاربات في الشكل، (مجموعة من الباحثين)، النادي الأدبي الباحة، 2009م.
- تمثيلات الآخر في الرواية العربية، (مجموعة من الباحثين)، النادي الأدبي، الباحة، 2010م.
- أرواق فلسفية، 2010م.
- الرواية العربية والنقد، 2010م.
- السرد في الأدب الإماراتي: تجربة الرواية النسائية، 2010م.[11]
- مؤتمر الأدباء السعوديين الثالث: السجل العلمي، وزارة الثقافة والإعلام، الرياض، (مجموعة من الباحثين)، 2011م.
- محمود المسعدي مبدعا ومفكرًا، (مجموعة من الباحثين)، بيت الحكمة، تونس، 2012م.
- آفاق التجديد في الأدب السعودي: الرؤية والتشكيل، (مجموعة من الباحثين)، كتاب مجلة جامعة الطائف، جدة، مطابع السروات، ط1، 2012م.
- القصة القصيرة جدًا: نوع جديد وعالم متغير، (مجموعة من الباحثين)، تحرير: هيثم الحاج علي، الإسكندرية، مكتبة الإسكندرية، ديسمبر 2013م.
- ملتقى السرد الخليجي الثاني، بحث بعنوان "منجز الرواية التاريخية في الخليج، مراجعة نقدية، الكويت، 2014م.
- التشكل والمعنى في الخطاب السردي [تحرير بالاشتراك مع أحمد صبره]. مؤسسة الانتشار العربي. 2013م.[12]
- الخطاب السجالي في الثقافة العربية - مقاربات تأويلية [بالاشتراك مع ضياء الكعبي]. مؤسسة الانتشار العربي. 2014م.
- السرديات الشعبية العربية ؛ التمثيلات الثقافية والتأويل [بالاشتراك مع ضياء الكعبي]. مؤسسة الانتشار العربي. 2014م.
- النص وهوية المعنى، (مجموعة من الباحثين)، تحرير: شعيب حليفي، الكتاب السنوي الأول لأعمال مختبر السرديّات، كلية الآداب والعلوم الإنسانية، جامعة الحسن الثاني، بنمسيك الدار البيضاء، العدد 2، 2018م.
- قلق القوس والكتابة: قراءات نقدية في أوراق الشاعر علي الدميني، بحث بعنوان "الصمت الأخضر: القوة والمقاومة في رواية "الغيمة الرصاصية" لعلي الدميني، جمعية الثقافة والفنون، الدمام، 2018م.
- عبد الله البردوني: الشاعر البصير، بحث بعنوان "ساعة السحر: خاتمة الشك في شعر البردوني"، مؤسسة سلطان العويس الثقافية، دبي، 2019م.
- مدخل إلى النقد البيئي" ضمن كتاب "النقد البيئي مفاهيم وتطبيقات"، تحرير: أبو المعاطي الرمادي ومعجب العدواني، وحدة السرديات ودار الانتشار العربي بالشارقة، 2022م.
- "التحولات الثقافية والتنوع الديمقراطي: مدخل إلى كتاب الثقافة وإنتاج الديمقراطية لإبراهيم غلوم" ضمن كتاب "الجهود النقدية والفكرية للأستاذ الدكتور إبراهيم عبدالله غلوم: أعمال ثلة من الأساتذة الباحثين" تحرير: ضياء الكعبي وعبد الله البهلول وعبد الفتاح يوسف، جامعة البحرين، البحرين، 2023م.
- "جامع الأشكال الروائية الشائعة خلال عقدين" السرديات في التجربة العربية: الواقع والآفاق، جامعة نواكشوط، موريتانيا، تنسيق: محمد الأمين ولد مولاي إبراهيم وسعيد يقطين، 2023م.
- "التشابه والاشتباه: مدخل نقدي إلى كتابي التيجان في ملوك حمير وألف ليلة وليلة" الأجناس الأدبية التراثية: مشكلات التصنيف والتأويل، تنسيق وتقديم: محمد مصطفى حسانين، دار كنوز المعرفة، 2024م.[1]

## الجوائز
فاز كتابه (إعادة كتابة المدينة العربية في الرواية الغربية) بجائزة وزارة الثقافة والإعلام للكتاب عام 2018م مناصفة مع كتاب (الحراك النقدي حول الرواية السعودية) للدكتور حسن حجاب الحازمي.

## وصلات خارجية
- معجب العدواني إلى رتبة بروفيسور
- معجب العدواني Mageb Aladwani